# Henry Tschudy
Henry Tschudy (* 8. August 1882 in Glarus; † 26. Dezember 1961 in St. Gallen) war Inhaber der Druckerei H. Tschudy & Co. und Verleger des Tschudy-Verlags.

## Leben und Werk
Henry Tschudy ist in St. Gallen aufgewachsen, wo er 1903 Teilhaber in der Buchdruckerei des Stiefvaters V. Schmid & Co. wurde. 1917 übernahm er das Unternehmen und führte es als H. Tschudy & Co. weiter. 1919 betreute Henry Tschudy als erstes Verlagsprojekt den Nachdruck von Adalbert Stifter Nachsommer – einer der grossen Bildungsromane des 19. Jahrhunderts. Seit 1938 erschienen im Tschudy-Verlag über 200 Titel zu klassischer und zeitgenössischer Literatur, Lyrik und Kunst.
Der unternehmerische Erfolg der Druckerei ermöglichte es dem Tschudy-Verlag gewisse Risiken einzugehen. Als solche liessen sich die Reihen der Bogen-Hefte, des hortulus oder der Quadratbücher bezeichnen, für deren Veröffentlichung sich Tschudy stark engagierte. Die 77 Nummern in der ‹Reihe dichterischer Kleinwerke› der Bogen-Hefte wurden 1950–1967 von Traugott Vogel betreut. Die Reihe der Quadratbücher wurde von 1959 bis 1964 von Hans Rudolf Hilty begleitet.
Henry Tschudy pflegte freundschaftliche Verbindungen zum Insel-Verlag in Leipzig und zu deren Verleger Anton Kippenberg. Die Produktion der Bücher des Tschudy-Verlages orientierte sich denn auch an einer eher funktionalen Gestaltung, wie sie vom Insel-Verlag und insbesondere des Gestalters Walter Tiemann bekannt war. Einen Bezug zum Insel-Verlag zeigt sich auch insofern, da Henry Tschudy, als einer der ersten Schweizer Druckereibesitzer, in den Schriftmusterbüchern seiner Druckerei Schriften von Walter Tiemann, Paul Renner, Rudolf Koch u. a. präsentierte.
Henry Tschudy machte die Druckerei zu einem gut funktionierenden Betrieb und wichtigen Arbeitgeber in St. Gallen und führte mit dem Tschudy-Verlag ein engagiertes Programm für diverse kulturelle Sparten.